# Russell Kane
Russell Kane (nacido Russell David Anthony Grineau; Enfield, 19 de agosto de 1975) es un escritor, comediante y actor inglés. Ha sido nominado en 4 ocasiones a los Edinburgh Comedy Awards, ganando el premio al Mejor Espectáculo de Comedia en 2010. Aunque conocido principalmente por sus monólogos, para televisión ha presentado Big Brother's Big Mouth (2007), I'm a Celebrity Get Me Out of Here - Now (2009-2011), Freak Like Me (2010), Geordie Shore: The Reunion y Britain Unzipped (2012), Live at the Electric (2013), Stupid Man, Smart Phone (2016) y presentó la serie Evil Genius de BBC Radio 4 en 2018.

## Primeros años
Kane nació de David y Julie Grineau en Enfield, al norte de Londres y se crio en Essex, donde todavía vive. Estudió inglés en la Universidad de Middlesex y se graduó en redacción de medios.

## Carrera
El padre de Kane había trabajado como extra y él mismo asumió un par de papeles de actuación juvenil a principios de los 90, bajo el nombre de Russell Grineaux.
En cuanto a la comedia, en 2004, Kane ganó el premio Nuevo Acto del Año de Laughing Horse, y en el mismo año quedó en segundo lugar detrás de Nick Sun en So You Think You're Funny. En 2005, se unió a Ray Peacock, Russell Howard y Reginald D. Hunter en la gira nacional de Paramount Edinburgh and Beyond. Fue reportero itinerante junto a Annie Mac, para el evento de música en vivo Guerrilla Gig, que se emitió en BBC Three en marzo de 2006. En julio de 2006, escribió y presentó relatos de viajes para el recién lanzado Five US.
En agosto de 2006, Kane presentó su primer programa de comedia The Theory of Pretension en el Edinburgh Fringe, donde fue nominado al Premio de Comedia de Edimburgo al mejor actor revelación. Presentó Big Brother's Big Mouth en E4 y Channel 4 en junio de 2007.
En 2008, Kane fue el presentador de Out to Lunch de BBC Radio 2 desde la temporada 4 en adelante. Presentó un programa el domingo por la tarde en la relanzada estación de radio digital Q Radio. Más tarde, ese mismo año, llevó su espectáculo de monólogos Gaping Flaws a Glasgow y al Festival de Edimburgo, obteniendo en 2008 la nominación a Mejor Programa de Comedia en los Premios de la Comedia de Edimburgo. También escribió una obra de una hora, The Lamentable Tragedie of Yates's Wine Lodge, basada en su propia creación de Fakespeare. El 20 de noviembre de 2008, Kane actuó en el Hammersmith Apollo para el programa Live at the Apollo de la BBC.
En 2009, Kane regresó a Edimburgo con un espectáculo de stand-up titulado Human Dressage, que fue nominado al Premio de Comedia de Edimburgo al Mejor Programa de Comedia de 2009 por segunda vez. Kane apareció en el equipo presentador del programa derivado de ITV2 de 2009 I'm a Celebrity Get Me Out of Here - Now, que fue coanfitrión con Laura Whitmore y Joe Swash. Dos concursantes ese año fueron Gino D'Acampo y Katie Price. Regresó a Australia para el programa en 2010 y 2011.
En abril de 2010, mientras aparecía en el programa de televisión australiano Good News Week, Kane hizo una broma centrada en los niños autistas, lo que provocó una disculpa de la cadena y críticas del Secretario Parlamentario para Discapacidades. Más tarde ese año, Kane apareció en vivo en Cardiff, junto con su esposa, la impresionista y comediante Sadie Hasler, quien precedió su acto. Kane fue narrador y presentador Freak Like Me en BBC Three durante el invierno de 2010.
En agosto de 2011, apareció por primera vez en el panel de comedia Just a Minute de BBC Radio Four, que ganó. En noviembre de 2011 ganó una edición de Children in Need de Celebrity Mastermind, con el tema especializado "La vida y novelas de Evelyn Waugh". El 5 de julio de 2011 y el 27 de marzo de 2012 presentó Geordie Shore: The Reunion para MTV.
Su primera novela, The Humorist, fue publicada por Simon & Schuster en abril de 2012. En 2012, copresentó Britain Unzipped con Greg James en BBC Three, que pasó a llamarse Unzipped para la serie 2. Fue el presentador del programa Live at the Electric de BBC Three, que duró tres series, y copresentó el programa de chat Staying In with Greg James de 2013.
En 2016, Kane presentó la serie de viajes de BBC Three Stupid Man, Smart Phone.
En enero de 2018, Kane participó en And They're Off! en ayuda de Sport Relief.
En marzo de 2018, Kane comenzó a presentar la serie Evil Genius de BBC Radio 4. Este programa es una exploración de personajes famosos de la historia contemporánea.

## Vida personal
Kane se casó con la también comediante Sadie Hasler en 2010. Se conocieron mientras estudiaban en la Universidad de Middlesex. Se divorciaron nueve meses después. Se casó con la peluquera, maquilladora y modelo Lindsey Cole en el 2014. Se conocieron cuando Cole asistió a uno de sus espectáculos y luego se conectaron a través de las redes sociales. Tienen una hija. Kane menciona que a menudo lo confunden con Nick Grimshaw.
En 2015 se reveló que Kane había estado mintiendo sobre su edad, afirmando ser cinco años más joven que su verdadera edad.
Kane ha sido embajador de The Prince's Trust, una organización benéfica.